# Ergino (figlio di Climeno)
Ergino (in greco antico: Ἐργῖνος?, Erghînos) è un personaggio della mitologia greca. Fu re dei Mini di Orcomeno e marciò contro i Tebani.

## Genealogia
Figlio di Climeno e della principessa beota Budea (o Buzige), fu fratello di Stratio, Arrone, Pileo e Azeo ed ebbe i figli gemelli Agamede e Trofonio che morirono entrambi per colpa di un oracolo.

## Mitologia

### L'incidente
Durante una festa ci fu un lieve incidente che fece scaturire la collera dei Tebani e così l'auriga Periere (che conduceva il carro di Meneceo), prese un sasso e lo lanciò contro il re Climeno colpendolo a morte. Il re prima di morire chiese vendetta ed Ergino marciò con i suoi fratelli contro Tebe dove impose un tributo di cento tori che gli dovevano essere consegnati ogni anno e per vent'anni.

### Il viaggio di Eracle
Eracle durante uno dei suoi viaggi incontrò degli araldi che stavano recandosi per riscuotere il tributo. Alle domande dell'eroe, circa il motivo della loro venuta, loro risposero il vero aggiungendo che era una fortuna che non avesse chiesto invece del tributo parti del loro corpo, come orecchie e nasi. Eracle per tutta risposta tolse agli araldi le parti del corpo pronunciate e le spedì al loro re.

### La rivolta
Ergino pretendeva di conoscere il colpevole e il re Creonte stava per obbedire agli ordini quando Eracle convinse ogni cittadino in età adulta a combattere per la libertà. Prese le armi e le armature offerte agli dei, ma prima di combattere un oracolo gli profetizzò vittoria certa se chi avesse la discendenza più nobile si fosse tolto la vita.
Tale persona era evidentemente Antipeno ma lui indugiava nell'uccidersi e così al suo posto si sacrificarono le due figlie Androclea e Alcide.
Ergino sopravvisse a stento a tale attacco, perdendo tutti i suoi averi, ed in seguito diventò uno degli Argonauti. 
Egli volle ricostruire la sua vecchia fortuna riuscendoci alla fine ormai vecchio e senza prole, ma grazie al consiglio di un oracolo si sposò e generò tre figli.

#### Pareri secondari
Altri autori affermano che in seguito alla richiesta del tributo di cento tori, Eracle mutilò i messi mandati da Ergino per riscuotere il tributo ed uccise in un duello lo stesso Ergino.
Secondo queste versioni quindi, Ergino non diventò un argonauta.